# Pio III.
Pio III., rođen kao Francesco Todeschini Piccolomini, papa od 22. rujna 1503. do 18. listopada 1503. godine.